# Matheran Hill Railway
| Zug am Bahnhof Jammu Patti |                     |                   |       |
| Streckenlänge: | 20 km               |                   |       |
| Spurweite: | 610 mm (2-Fuß-Spur) |                   |       |
| Streckengeschwindigkeit: | 16 km/h             |                   |       |
| |                     |                   |       |
| \| \| 0,0 \| Neral (seit 1962) \| 41 m \| \| \| ? \| Jumma Patti \| 245 m \| \| \| 14,0 \| One Kiss Tunnel \| 400 m \| \| \| ? \| Water Pipe \| 550 m \| \| \| ? \| Aman Lodge \| 700 m \| \| \| 20,0 \| Matheran \| 760 m \| |                     |                   |       |
| Kopfbahnhof Streckenanfang | 0,0                 | Neral (seit 1962) | 41 m  |
| Bahnhof | ?                   | Jumma Patti       | 245 m |
| Tunnel | 14,0                | One Kiss Tunnel   | 400 m |
| Bahnhof | ?                   | Water Pipe        | 550 m |
| Bahnhof | ?                   | Aman Lodge        | 700 m |
| Kopfbahnhof Streckenende | 20,0                | Matheran          | 760 m |

Die Matheran Hill Railway (auch Matheran Light Railway) ist eine Schmalspurbahn mit der Spurweite 610 mm (2 Fuß) im indischen Bundesstaat Maharashtra, die von Neral, zwischen Mumbai (Bombay) und Pune (Poona) gelegen, zum Luftkurort Matheran führt. Sie wird heute von der indischen Staatsbahn, Abteilung Central Railway (CR) betrieben. Der erste Zug fuhr im März 1907.

## Beschreibung
Die Bahnstrecke auf den „Tafelberg“ wurde zwischen 1904 und 1907 als Privatbahn vom indischen Millionär Abdul Hussein Adamjee Peerbhoy gebaut und später an den Staat verkauft. Sie überwindet auf etwa 20 km Länge einen Höhenunterschied von 719 m, kein anderer indischer Zug tut das ohne Zahnstange auf so kurzer Distanz. Der Versuch, mit wenig Kunstbauten auszukommen, bedingte eine kurvenreiche Streckenführung am Hang, die kleinsten Kurvenradien betragen weniger als 30 Meter. Zwischen 2005 und 2007 wurde die Strecke nach Flutschäden nicht befahren.

## Verkehr
Matheran ist ein beliebtes Ausflugsziel für die Einwohner Mumbais. Pro Jahr besuchen etwa 700.000 Touristen die 5.000 Einwohner zählende Stadt, in der motorisierter Verkehr verboten ist.
Die durchschnittliche Geschwindigkeit beträgt berg- wie talwärts 10 km/h, die Höchstgeschwindigkeit liegt bei 16 km/h. Der Zug braucht planmäßig knapp 2 Stunden, Unterwegshalte sind die Bahnhöfe Jumma Patti, Water Pipe und Aman Lodge.

## Fahrzeuge

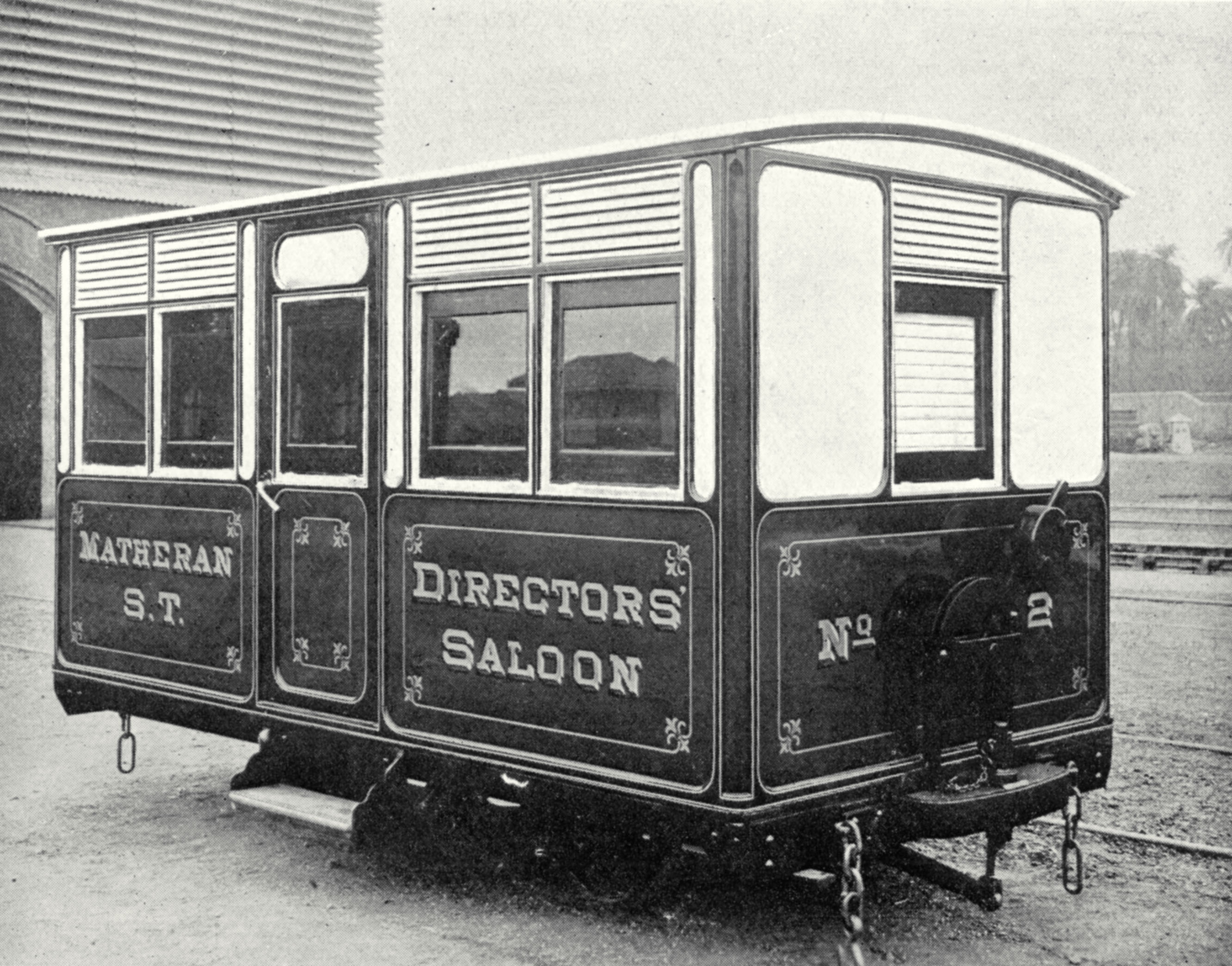
Salonwagen des Eisenbahndirektors, 1907

Die bis 1982 eingesetzten Dampflokomotiven stammten aus deutscher Fertigung von Orenstein & Koppel. Aktuell kommen fünf Diesellokomotiven zum Einsatz, von denen eine (Nr. 600) in Indien und vier bei Jung in Deutschland gebaut wurden. Eine Dampflokomotive (Nr. 4, Orenstein & Koppel, Baujahr 1905) befindet sich in der Aufarbeitung für den touristischen Verkehr.

## Trivia
- Wie andere indische Schmalspurbahnen wird die Matheran Hill Railway auch 'Toy Train' genannt.
- Der 40 Meter lange einzige Tunnel trägt den scherzhaften Namen 'One Kiss Tunnel'.
- Die Bahn steht auf der Bewerberliste als Weltkulturerbe der UNESCO

## Bildergalerie

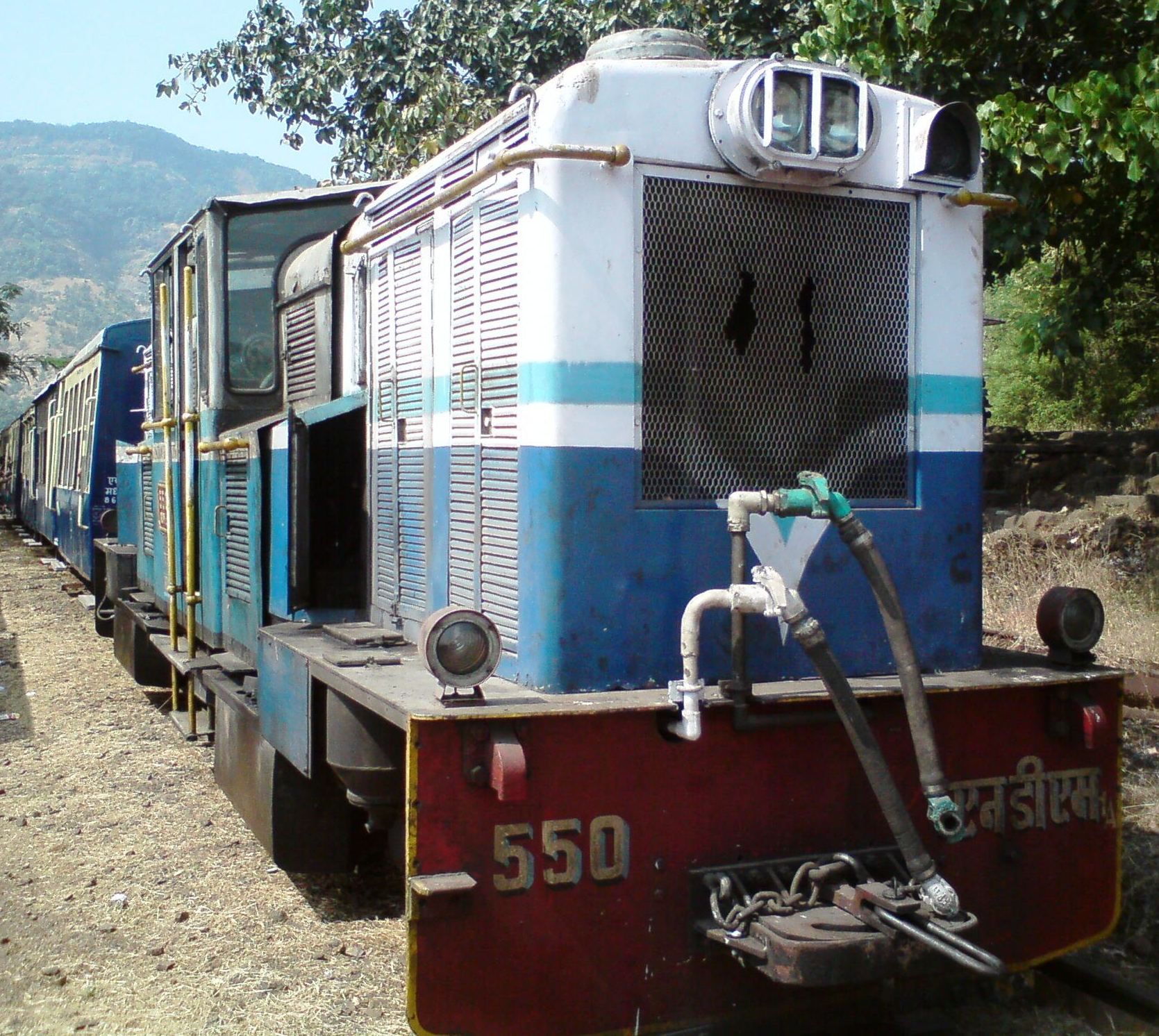
Jung-Lokomotive auf der Matheran Hill Railway
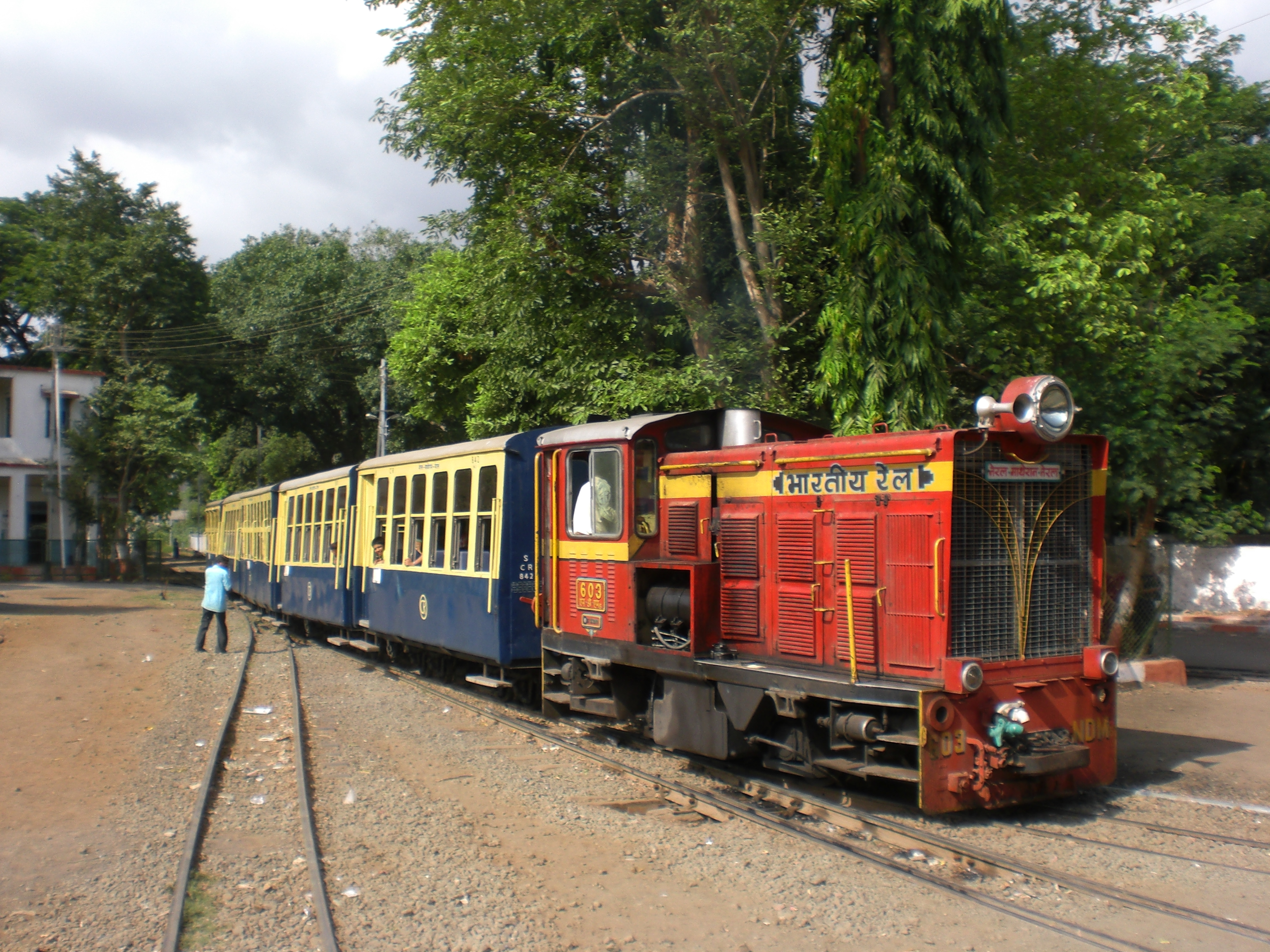
Zug mit Lok Nr. 603 im Bahnhof von Neral
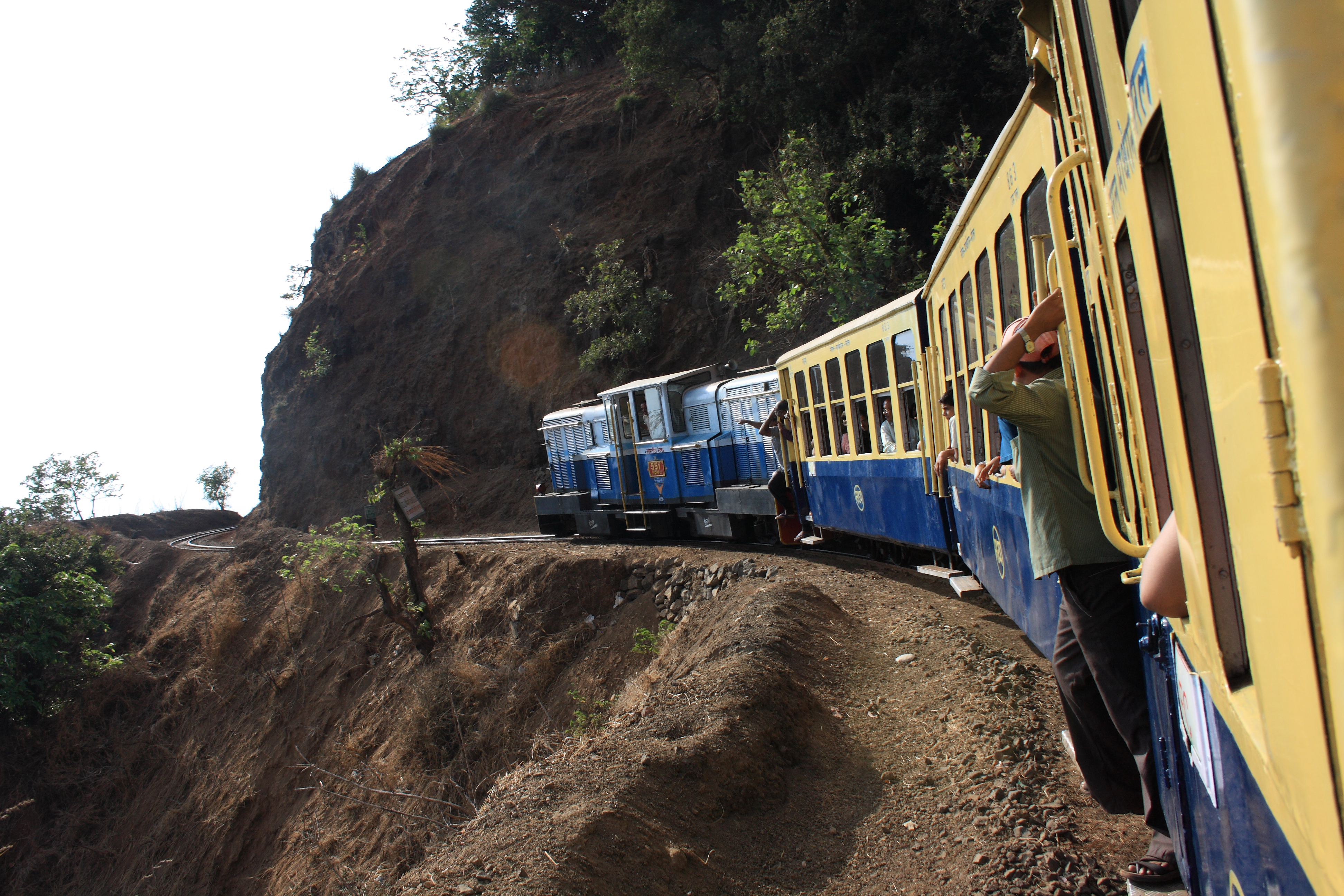
Der 'Toy Train' unterwegs (Lokomotive von Jung)
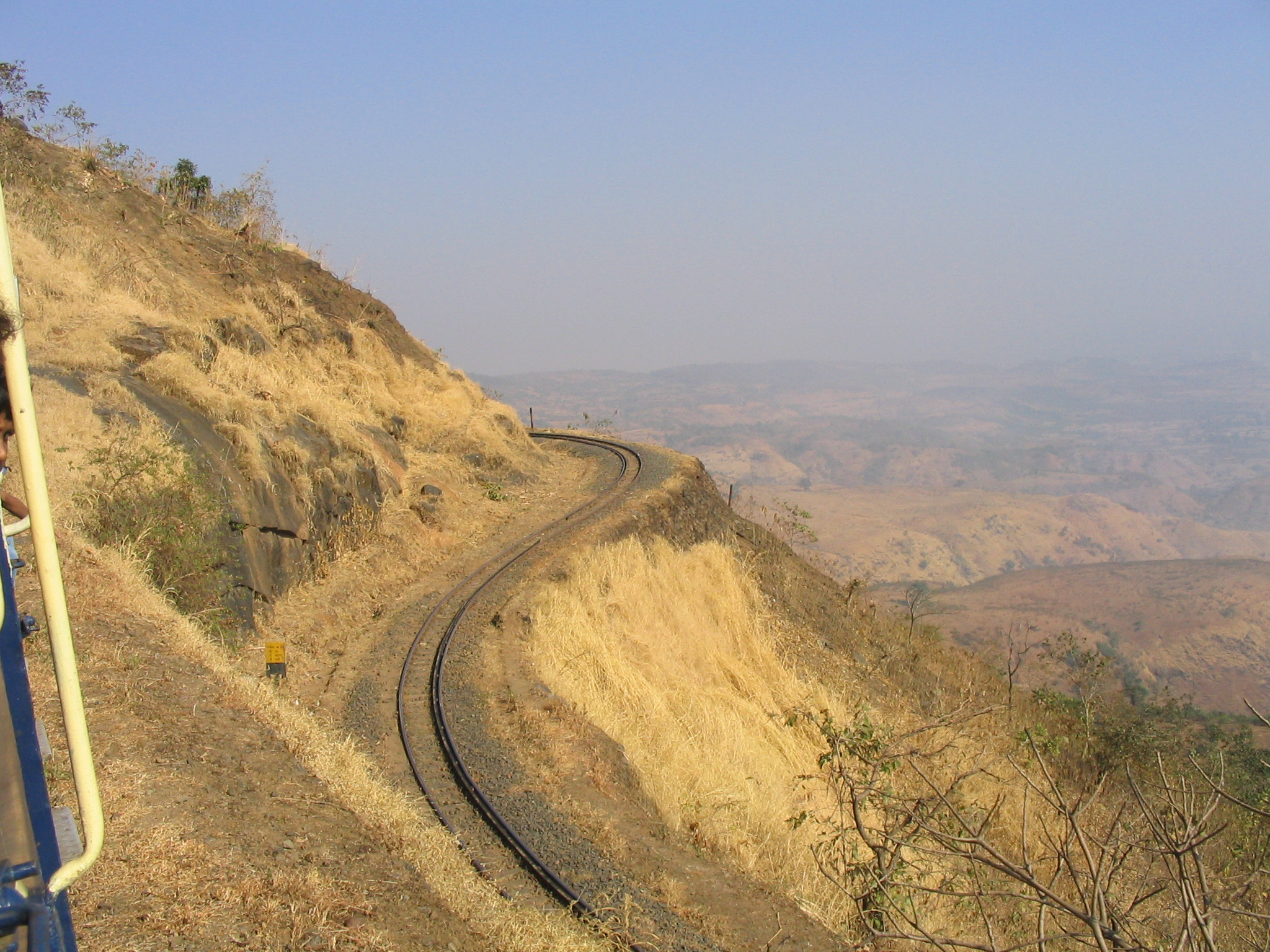
Blick aus dem Zug
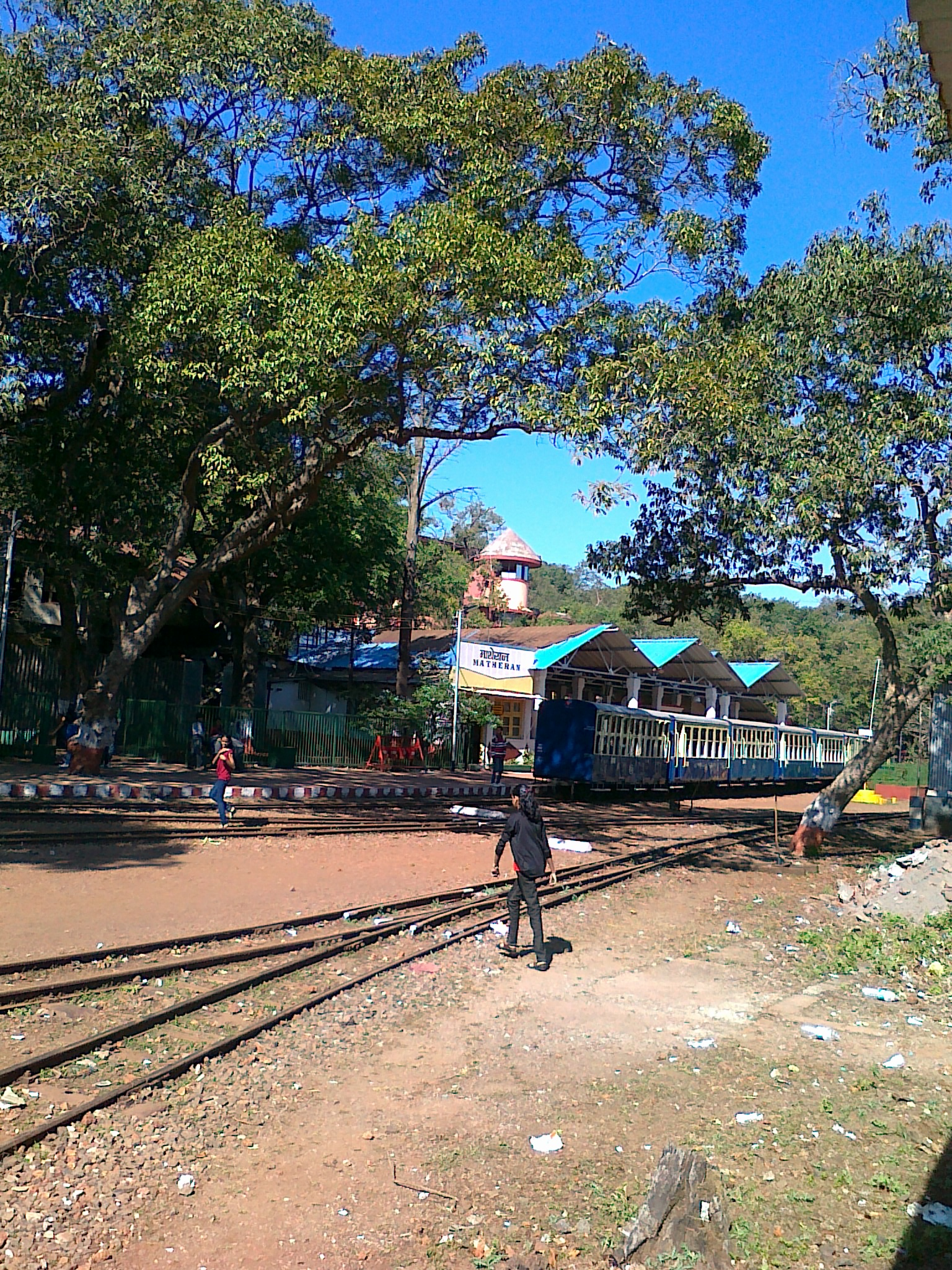
Matheran Railway Station
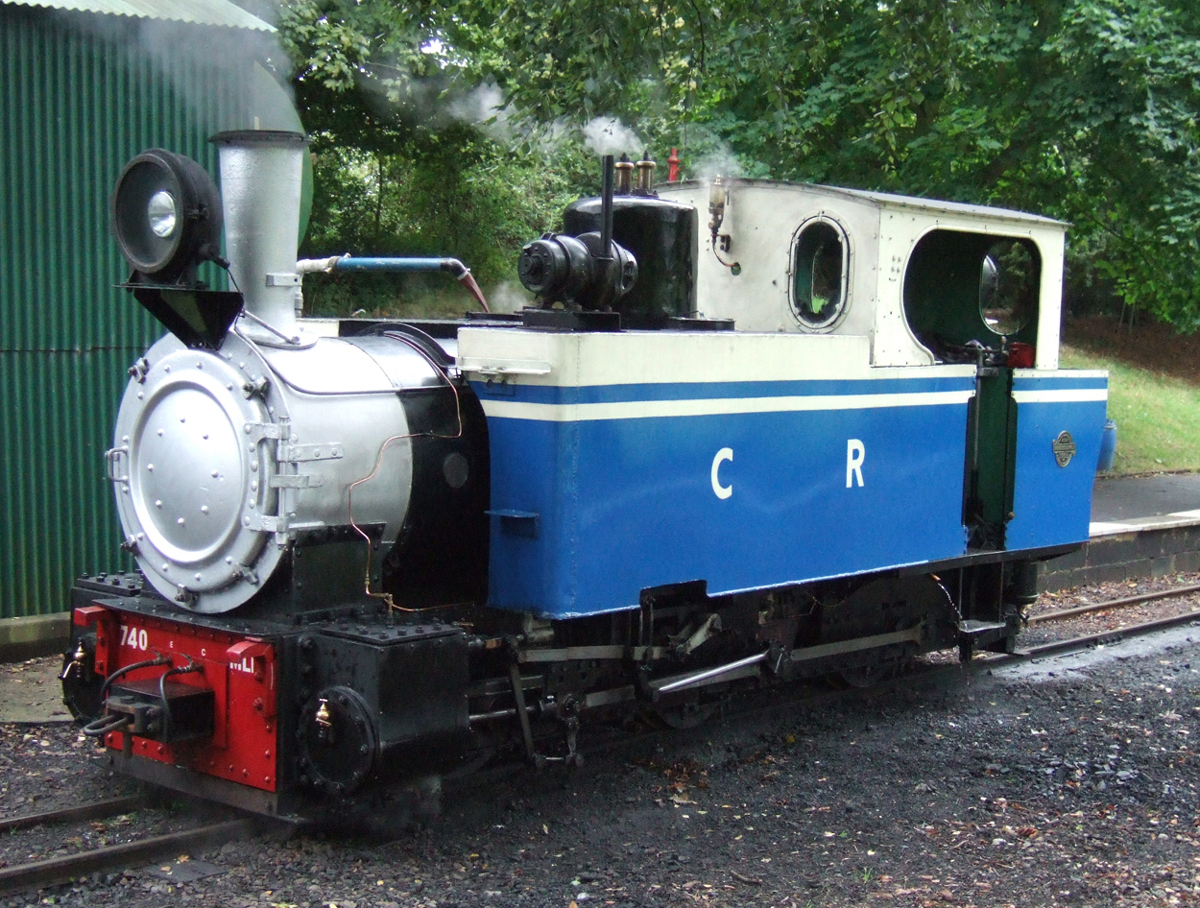
Dampflok Nr. 3 (O&K) auf der Leighton Buzzard Light Railway in England

## Klassifizierung
Die Matheran Hill Railway wurde nach der von der indischen Regierung 1926 eingeführten Indian Railway Classification als Eisenbahn der Klasse III eingestuft.